# Aenictus schneirlai
Aenictus schneirlai är en myrart som beskrevs av Wilson 1964. Aenictus schneirlai ingår i släktet Aenictus och familjen myror. Inga underarter finns listade i Catalogue of Life.